# Падежи във финския език
| Падежни форми                                          | Падежни форми                                                                    | Падежни форми                | Падежни форми                   | Падежни форми                                                      |
| Име                                                    | Окончание                                                                        | Единствено число             | Множествено число               | Обяснение                                                          |
| ------------------------------------------------------ | -------------------------------------------------------------------------------- | ---------------------------- | ------------------------------- | ------------------------------------------------------------------ |
| Именителен (Nominatiivi)                               | -t (мн. ч. окончание)                                                            | talo – къща                  | talot – къщите                  | nimentö – наименование                                             |
| Родителен (Genetiivi)                                  | -n, -en, -in, -den, -ten, ten                                                    | talon – на къщата            | talojen – на къщите             | omanto – притежание                                                |
| Винителен (Akkusatiivi)                                | yksikkö -n, monikko -en, -den/-tten tai -ten, -en, -in                           | talo tai talon               | talojen tai taloiden/taloitten  | kohdanto                                                           |
| Партитив (Partitiivi)                                  | -a, -ä, -ta, -tä                                                                 | taloa – къщата               | taloja – къщите                 | osanto – частност                                                  |
| Есив (Essiivi)                                         | -na, -nä                                                                         | talona – като къща           | taloina – като къщи             | olento – форма, олицетворение на                                   |
| Транслатив (Translatiivi)                              | -ksi, (-kse)                                                                     | taloksi на къща              | taloiksi на къщите              | tulento – преобразование                                           |
| Sisäpaikallissijat – падежни форми, обозначаващи място |                                                                                  |                              |                                 |                                                                    |
| Инесив (Inessiivi)                                     | -ssa, -ssä                                                                       | talossa – в къщата           | taloissa – в къщите             | sisäolento – вътре, в нещо, за състояние                           |
| Елатив (Elatiivi)                                      | -sta, ssä                                                                        | talosta – от къщата          | taloista – от къщите            | sisäeronto – от къщата навън, посока, движение                     |
| Илатив (Illatiivi)                                     | повторение на крайната гласна + n, h + savartalon loppuvukaali + n, -seen, -siin | taloon                       | taloihin                        | движение навътре, посока                                           |
| Ulkopaikallissijat – външни падежни форми              |                                                                                  |                              |                                 |                                                                    |
| Адесив (Adessiivi)                                     | -lla. -llä                                                                       | talolla на къщата            | taloilla – на къщите            | ulko-olento – външно състояние                                     |
| Аблатив (Ablatiivi)                                    | -lta, -ltä                                                                       | talolta                      | taloilta                        | ulkoeronto – движение, посока от повърхността към говорещия        |
| Алатив (Allatiivi)                                     | -lle                                                                             | talolle                      | taloille                        | ulkotulento – движение, посока от говорещия към повърхността       |
| Muut                                                   |                                                                                  |                              |                                 |                                                                    |
| Абесив (Abessiivi)                                     | -tta                                                                             | talotta – без къща           | taloitta – без къщи             | vajanto – липса                                                    |
| Комитатив (Komitatiivi)                                | -ne-                                                                             | taloneen с (цялата) къща(та) | taloineen с (всичките) къщи(те) | keinonto – заедно с                                                |
| Инструктив (Instruktiivi)                              | -n                                                                               | taloin с къщата              | taloin – с къщите               | seuranto – с помощта на инструмент, средство, спомагателен предмет |

## Акузатив
Акузативът (Akkusatiivi) няма собствени окончания, затова ползва това на родителния (-n) в ед.ч. и това на именителния (-t) в мн.ч.

### Употреба
1. Прякото допълнение е във винителен падеж, когато:
– конкретно бройно съществително, определено или известно количество;
– изречението е положително;
– глаголното действие предполага резултатност, завършеност и не е продължителен процес, който се извършва при говорене.
Saanko yhden ruusun? (Може ли да ми дадете една роза?)
Juon kupin teetä. (Ще изпия чаша чай)
Millaisen ruusun haluatte? (Каква роза искате?)
NB! Luen lehden. (Ще прочета вестника)
NB! Akk. = Nom. Прякото допълнение е в именителен падеж, ако:
а) е в множествено число и изразява всички или всички известни предмети от даден вид;
Otan nämä ruusut. (Ще взема (всички) онези рози.)
Hän avaa ikkunat. (Той отваря прозорците (всички в стаята).)
Pesen astiat ja vien sitten roskat ulos. (Ще измия съдовете и после ще хвърля боклука.)
Tunnetko Lahtiset? (Познаваш ли сем. Лахтинен?)
б) е число +име, числото (без 1) е в Nom., а името – в Part.
Haluan kaksi isoa voileipää. (Искам два големи сандвича.)
в) когато глаголът е в повелително наклонение, изречениео е от типа: On hyvä... (добре е...), Minun täytyy... (аз трябва...)
Osta ruusu! Ota taksi! (Купи (една) роза! Вземи такси!)
On hyvä pitää pieni tauko. (Добре е да правим/да се прави малка почивка.)
Minun täytyy ottaa taksi. (Трябва да взема такси.)
2. Рекцията на глагола го изисква: tavata (срещам), muistaa (помня), nähdä (хващам, улавям *с поглед*) и т.н.
Kaisa tapaa Antin kadulla. (Каиса среща Анти на улицата.) *да, и имената се поставят под нужните падежи*
Muistatko koko filmin? (Помниш ли целия филм?)
Näetkö tuon kauniin pojan? (Виждаш ли онова хубаво момче?)

## Елатив
Елативът (Elatiivi) се използва, когато трябва да кажем от къде е нещо/някой.

### Окончания
- -sta/-stä

Oulusta (от Оулу)
Helsingista (От Хелзинки)
Mistä sinä olet? (От къде си?)
Mistä sinä olet kotoisin? (От къде си родом?)
Питаме с въпроса: Mistä? (от къде)
...също и с въпросите: Millainen? = Minkälainen? (от къде)
tällainen = tämä (тук)
tuollainen = tuo (там)
sellainen = se (там, вече споменато място)
-lainen/-läinen се използва, когато искаме да кажем какъв е човекът по характер (повечето фински фамилни имена завършват на това окончание). Използва се и за определяне на народност.
Lappalainen -> човек от Лапландия
Pohjalainen -> човек от север
Suomalainen -> финландец
Bulgarialainen -> българин
Norjalainen -> норвежец
Saksalainen -> германец

## Есив
(Essiivi)

### Окончания
-na/-nä
Tiistaina (във вторник)
Maanantaina (в понеделник)
Keskiviikkona (в сряда) *появява се 1 изпаднало 'k' чрез консонантната градация*
Milloin?
Toissapäivänä <- eilen <- tänään -> huomenna -> ylihuomenna.

## Партитив
Партитивът (Partitiivi) е най-разпространеният падеж във финския език.

### Окончания
1. -а/-ä – това окончание се слага на думи, завършващи на гласна без „e“ (има няколко изключения)
talo -> taloa (къща)
kirja -> kirjaa (книга)
tyttö -> tyttöä (момиче)
2. -ta/-tä – това окончание се слага на думи, завършващи на съгласна (+тези, които завършват на дълги гласни)
vastaus -> vastausta (отговор)
kysymys -> kysymystä (въпрос)
maa -> maata (страна, земя)
puu -> puuta (дърво)
yö -> yötä (нощ)
työ -> työtä (работа)
tie -> tietä (път)
mies -> miestä (мъж)
*Това окончание служи и при думи, които завършват на -nen, след като претърпяват известно видоизменение:
ihminen -> ihminen +s -> ihmis + tä (окончанието) -> ihmistä (човек)
nainen -> naista (жена)
sininen -> sinistä (синьо)
*Изключения:
pieni -> pientä (малък)
kieli -> kieltä (език)
uni -> unta (сън)
saari -> saarta (остров)
suuri -> suurta (голям, огромен)
meri -> merta (море)
lohi -> lohta (сьомга)
kuusi(puu) -> kuuta (елхово дръвче)
puoli -> puolta (половин)
tuli -> tulta (огън)
tuuli -> tuulta (вятър; настроение)
mieli -> mieltä (душа; мнение)
sieni -> sientä (гъба)
hiiri -> hiirtä (мишка)
nuoli -> nuolta (стрела)
nuori -> nuorta (млад)
huoli -> huolta (безпокойствие, тревога)
moni -> monta (много)
ääni -> ääntä (звук, глас)
vuori -> vuorta (планина)
veri -> verta (кръв)
lapsi -> lasta (дете)
veitsi -> veistä (нож)
lumi -< lunta (сняг)
и др.
Suomi -> Suomea (Финландия)
Lahti -> Lahtea (Лахти) *тук просто се изменя без наличието на съблюдаема логика*
3. -tta/-ttä – това окончание се слага на думи, завършващи на е и на si *най-рядко употребяваното окончание*
huone -> huonetta (стая)
tiede -> tiedettä (наука)
uusi -> uutta (нов)
kuukausi -> kuukautta (месец)
hirsi -> hirttä (греда)
kuusi(6) -> kuutta (шест)

### Употреба
1. е небройно или абстрактно съществително, неопределен брой или трудно определимо количество от нещо;
Syön lämmintä ruokaa ja juon olutta. (Ям топла храна и пия бира)
2. има отрицателен глагол;
En osta ruusua. (Няма да купя роза)
Et saa uutta kirjettä. (Няма да получиш ново писмо)
Emme juo viiniä. (Не пием вино)
Etkö halua omenaa? (Не искаш ли ябълка?)
3. действието е продължително или незавършено, действието не води до резултат;
He rakentavat uutta taloa. (Те строят нова къща)
Luen lehteä. (Чета вестник)
Katson televisiota. (Гледам телевизия)
Marja rakastaa Pekkaa. (Маря обича Пека) *дори собствените имена се спрягат в нужната падежна форма*
4. след бройното числително, различно от 1, и след думи като: paljon (много, much, many), monta (много, a lot of), vähän (малко, few), pari (няколко, dyad), puoli, kilo (килограм), litra (литър), kuppi (чаша), lasi (чаша за вода), pullo (бутилка), aski (кутия?!), purkki (кенче, метална кутийка за напитки), tölkki(кутия за натурален сок) и т.н.
Syön kolme sämpylää ja juon kaksi kuppia teetä. (Ям/Ще изям три хлебчета и пия/ще изпия две чаши чай.)
Otan viisi punaista ruusua. (Ще взема пет червени рози.)
Ostan pari omenaa. (Ще купя няколко ябълки.)
5. рекцията на глагола го изисква: toivottaa (желая, пожелавам), odottaa (чакам), katsoa (гледам), kuunnella (слушам, преслушвам музика), rakastaa (обичам), puhua (говоря) и т.н. *това не са основните форми на глаголите*
Toivotan Teille onnea! (Пожелавам Ви щастие!)
Rakastan sinua. (Обичам те.)
Kuinka kauan odotat minua? (Колко дълго ще ме чакаш?)
Puhutko suomea? (Говориш ли фински?)

## Транслатив
Транслативът (Translatiivi) се използва най-често, когато искаме да попитаме как някоя дума се превежда на друг език.

### Окончание
-ksi
на фински -> suomeksi
на шведски -> ruotsiksi
на норвежки -> norjaksi
на исландски -> islanniksi
на датски -> tanskaksi
на немски -> saksaksi
на френски -> ranskaksi
на гръцки -> kreikaksi
на английски -> englanniksi
на италиански -> italiaksi
на руски -> venäjäksi
Finland on suomeksi Suomi. (Финландия, на фински е Суоми)
Norja on norjaksi Norge. (Норвегия на норвежки е Норие)
Islanti on islanniksi Island (Исландия на исландски е Исландия)